# 시즈가와정
시즈가와정(志津川町)은 미야기현 모토요시군에 설치되었던 정이다.
2005년 10월 1일, 북쪽 이웃의 우타쓰정과의 합병으로 폐지되어 미나미산리쿠정이 되었다.

## 지리
야기현의 북동부에 위치하고, 서쪽으로 기타카미산지, 동쪽으로 리아스식 해안의 시즈가와만이 있다.이 리아스식 해안은 더욱 남쪽의 오시카반도까지 이어지는데, 45번 국도 및 게센누마선이 내륙부에서 해안으로 나오는 곳에 위치하기 때문에 관광상 유리한 점이다.시즈가와 만 안에는 쓰바키 섬, 후나카타 섬, 노지마 등의 섬이 있다.
해안선 직전까지 산이 다가오고 있어 거주지나 농경지는 해안가가 좁은 지역이나 강가, 산 중턱 등을 이용하고 있다.야와타가와 강 하구 부근은 비교적 평지가 넓고, 관공서와 상점이 모여, 마을의 중심부인 시가지를 형성하고 있다.

## 역사
- 1875년 10월 17일 - 미즈사와현에 의한 촌락 통합에 따라 시즈카와 촌·아라지하마·시미즈하마가 합병해 모토요시촌이 성립하였다.
- 1889년 4월 1일 - 정촌제 시행과 함께 모토요시촌 단독으로 촌제를 시행하였다.
- 1895년 10월 31일 - 정으로 승격하였다
- 1955년 3월 1일 - 이리야 촌·도쿠라 촌과 합병해, 새로운 시즈카와 정이 되었다.
- 1976년 9월 3일, 4일 - 집중호우로 다키하마, 나가시미즈, 후지하마 등의 촌락에서 침수.마루 위 침수 50호 이상, 마루 아래 침수 약 300호가 피해를 입었다.
- 1977년 12월 11일 - 게센누마 선이 전 노선 개통해, 마을 내에 3역이 개업하였다.
- 2005년 10월 1일 - 우타쓰 정과 합병해 미나미산리쿠 정이 되었다.

## 교통

### 철도
- 동일본 여객철도
  - 게센누마 선

### 도로
- 국도 45호선
- 국도 398호선